# FN Minimi
Das FN Minimi ist ein leichtes Maschinengewehr des belgischen Waffenherstellers Fabrique Nationale Herstal im Kaliber 5,56 × 45 mm NATO. Minimi ist die Kurzform des französischen mini-mitrailleuse (deutsch kleines Maschinengewehr). Es wurde unter Federführung von Ernest Vervier entwickelt und im Jahr 1974 erstmals vorgestellt. Mittlerweile wird es von Armeen in über 30 Ländern genutzt und zählt zu den am meisten verbreiteten Waffen seiner Art. Gegenwärtig wird das Gewehr im belgischen Herstal hergestellt und in Australien, Italien, Japan, Schweden und Griechenland in Lizenz gefertigt. Eine weitere Produktionsstätte befindet sich bei der amerikanischen Niederlassung FN Manufacturing LLC in South Carolina, welche die für die US-Armee modifizierte Version M249 – bekannt als „M249 SAW“ – herstellt.

## Versionen
Die Standardversion ist bei einer Lauflänge von 465 mm 1040 mm lang und wiegt rund 7,3 kg.
Von der Standardversion des FN Minimi wurden weitere zahlreiche Versionen abgeleitet. So existiert eine Version für Fallschirmjäger (englisch paratroopers), die als Para bezeichnet wird. Diese Version unterscheidet sich von der Standardversion durch eine einschiebbare Schulterstütze (Schaft) und einer Verkürzung des Laufes auf 349 mm. So weist die Waffe mit eingeschobenem Schaft eine Gesamtlänge von 766 mm auf. Trotz der Verkürzung des Laufes und der Veränderung des Schaftes wiegt das Para nach Herstellerangaben 40 g mehr als die normale Version.
Sowohl für die Standardversion als auch für die Para-Version ist eine T.R.-Version verfügbar. T.R. steht hierbei für Tactical Rail. Bei ihr wurde der vordere Handschutz durch eine Version mit Picatinny-Schienen ersetzt und mit Schienen nach dem MIL-STD-1913 an drei Seiten (rechts, links und unten) versehen. Die T.R.-Ausstattung erhöht dabei das Gewicht der jeweiligen Version um 270 g.
Für den Einbau in Fahrzeuge (beispielsweise als Koaxial-MG oder in einer fernbedienbaren Waffenstation) wird das Maschinengewehr mit einem elektrischen Abzug ausgerüstet, der das Abfeuern der Waffe aus dem Inneren des Fahrzeuges ermöglicht.

## Technik
Das Minimi ist ein Maschinengewehr, das als zuschießende Waffe mit Luftkühlung konzipiert ist. Die Waffe wurde zunächst für das Kaliber 5,56 × 45 mm NATO entwickelt. Später kam eine Variante im Kaliber 7,62 × 51 mm NATO hinzu. Die Munitionszufuhr der ausschließlich Dauerfeuer schießenden Waffe kann durch einen Munitionsgurt oder ein Magazin erfolgen.

### Funktion

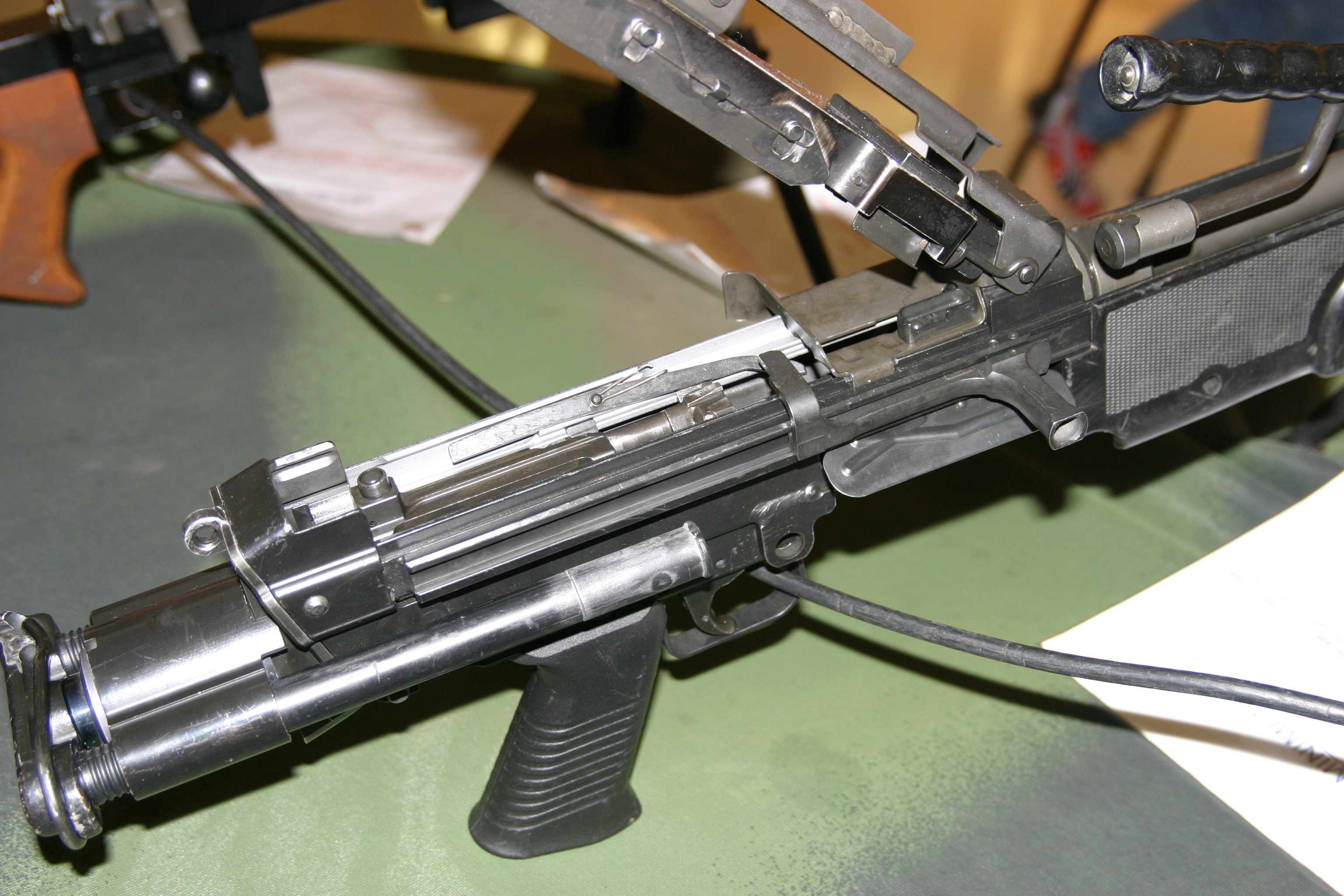
Unter dem Deckel der Gurtzuführung ist der Drehkopfverschluss zu sehen.

FN konstruierte das Gewehr als indirekten Gasdrucklader mit Drehkopfverschluss. Durch die Auslegung als zuschießende Waffe wurde das Risiko des Cook off, also einer Selbstzündung der Patrone im heißen Patronenlager, welches bei Dauerfeuer oder zahlreichen längeren Feuerstößen stark erhitzt wird, vermieden, da die Patronen erst beim Ziehen des Abzuges zugeführt und anschließend durch den Schlagbolzen gezündet werden. Außerdem werden das Rohr und die Kammer durch die Verschlussbewegung zwangsbelüftet. Die heißen Gase des Selbstlademechanismus werden nach oben abgeleitet, wodurch Staubaufwirbelungen, die die Position des Schützen verraten könnten, verhindert werden.
Das Minimi verfügt über ein einstellbares Gasregelventil mit zwei Stellungen. Bei Normalstellung liegt die Kadenz bei 700–850 Schuss pro Minute, während sie sich bei der Adverse-Stellung auf 950–1150 Schuss pro Minute erhöht. Die Adverse-Stellung wird nur bei extremen Umweltbedingungen, oder wenn das Gassystem aufgrund von Ablagerungen (Fouling) verschmutzt ist, genutzt.

### Aufbau
Der Verschluss wird aus Blechprägeteilen geschweißt. Der federnde Auswerfer ist im Verschluss integriert. Leere Patronenhülsen werden nach rechts unten aus dem Gehäuse ausgeworfen, der Patronenauswurf wird zum Schutz vor Verschmutzung von einer federnd gelagerten Abdeckung verschlossen.
Der Sicherungsbolzen ähnelt dem des MG3 und ist über dem Griff angebracht. Wird der Sicherungsbolzen nach rechts gedrückt, so erscheint auf der linken Seite des Gehäuses ein roter Ring und die Waffe ist feuerbereit; das Drücken nach links sichert die Waffe durch eine Blockade des Abzugsmechanismus.

### Zweibein
Sowohl die Standard- als auch die Para-Variante sind mit einem am Gasrohr angebrachten, klappbaren Zweibein ausgerüstet. Bei Nichtgebrauch wird es unter dem Handschutz verstaut. Auch bei der T.R.-Version ist das Zweibein am Gasrohr und nicht an der Picatinny-Schiene angebracht. Das Zweibein ist dreifach höhenverstellbar und ermöglicht einen Seitenrichtbereich von jeweils 15° nach beiden Seiten. Das Zweibein kann auch als Sturmgriff benutzt werden, wenn man die Beine aneinander klappt. Das Minimi kann das belgische FN-360°-Dreibein oder das US-amerikanische M122 (in Verbindung mit einem M60-Stift) nutzen.

### Munitionszufuhr

Schema der Munitionszufuhr mit Gurt (r.) und Magazin (l.)

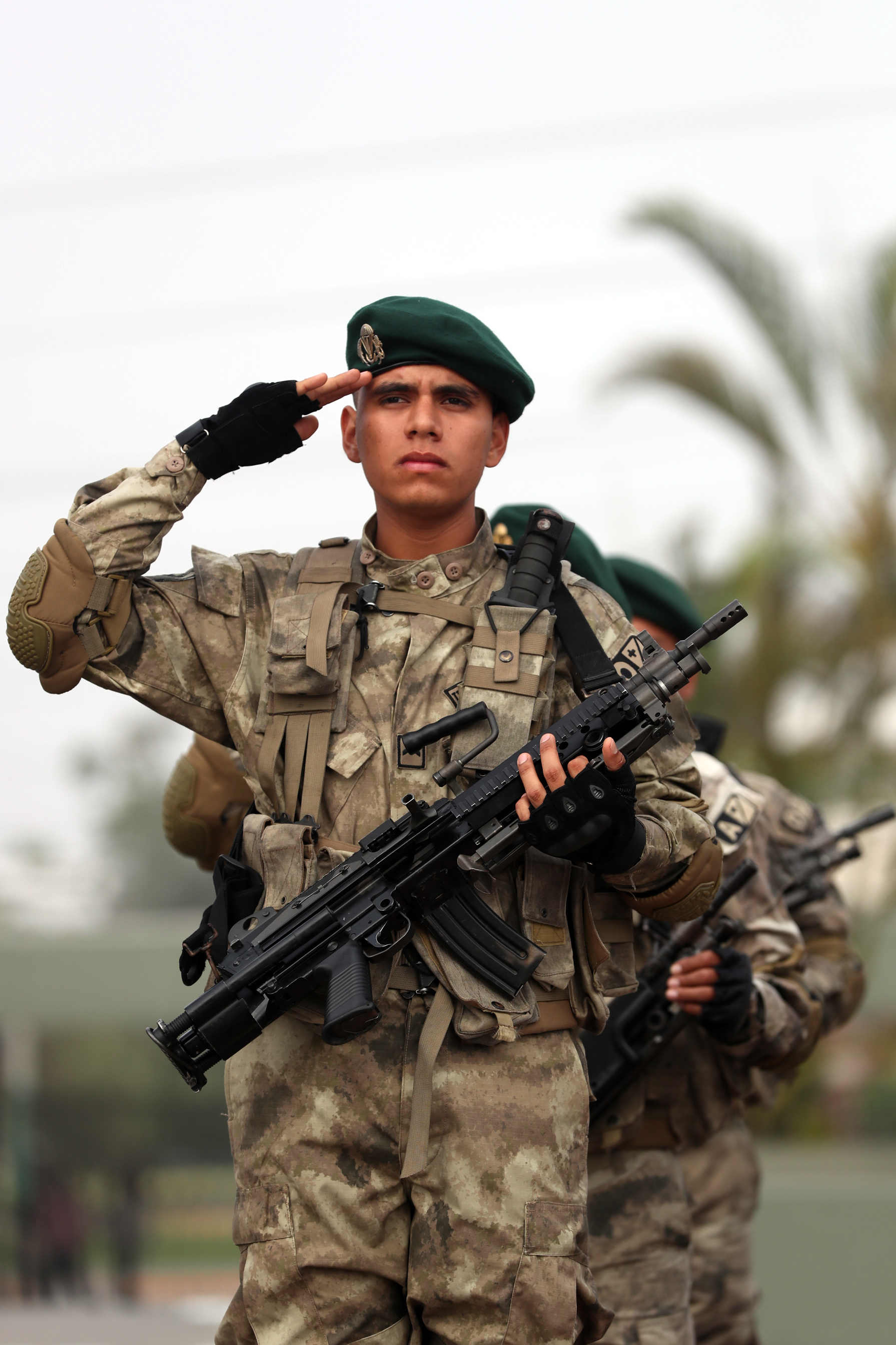
FN Minimi mit STANAG-Magazin

Die Munitionszufuhr des Minimi erfolgt von der linken Seite. Es wird ein M27-Zerfallgurt, eine verkleinerte Version des M13 (7,62 × 51 mm), verwendet. Der Gurt kann die Munition als loser Endlosgurt oder mit 100- oder 200-Schuss-Munitionsboxen verwendet werden. Alternativ können STANAG-Stangenmagazine im Kaliber 5,56 × 45 mm verwendet werden. Die Verwendung von Magazinen ist als Notlösung gedacht, wenn keine gegurtete Munition mehr vorhanden ist.
Der Munitionsgurt wird über die Gurtzuführung eingeführt; die Magazine stecken im Magazinschacht in einem 45-Grad-Winkel unter der Gurtzuführung. Wird ein Gurt eingelegt, deckt eine L-förmige Klappe der Gurtzuführung den Magazinschacht ab. Ist ein Magazin eingesetzt, kann kein Gurt eingelegt werden. Dieses System zum Wechsel von Magazin auf Gurt ohne Umbau oder Zusätze wurde von Maurice V. Bourlet entwickelt.
Der Klinken-Zuführmechanismus ist eine Weiterentwicklung des im FN MAG verwendeten Mechanismus, der wiederum dem des MG 42 entsprang. Der Gurt wird dabei in zwei Stufen in die Vorwärts- und Rückwärtsbewegung des Verschlussträgers gefördert, was einen sanften und störungsarmen Munitionstransport gewährleistet. Auf der Abdeckung über der Zuführung ist eine Vorrichtung, die anzeigt, ob sich eine Patrone in Zuführlage befindet.

## Varianten

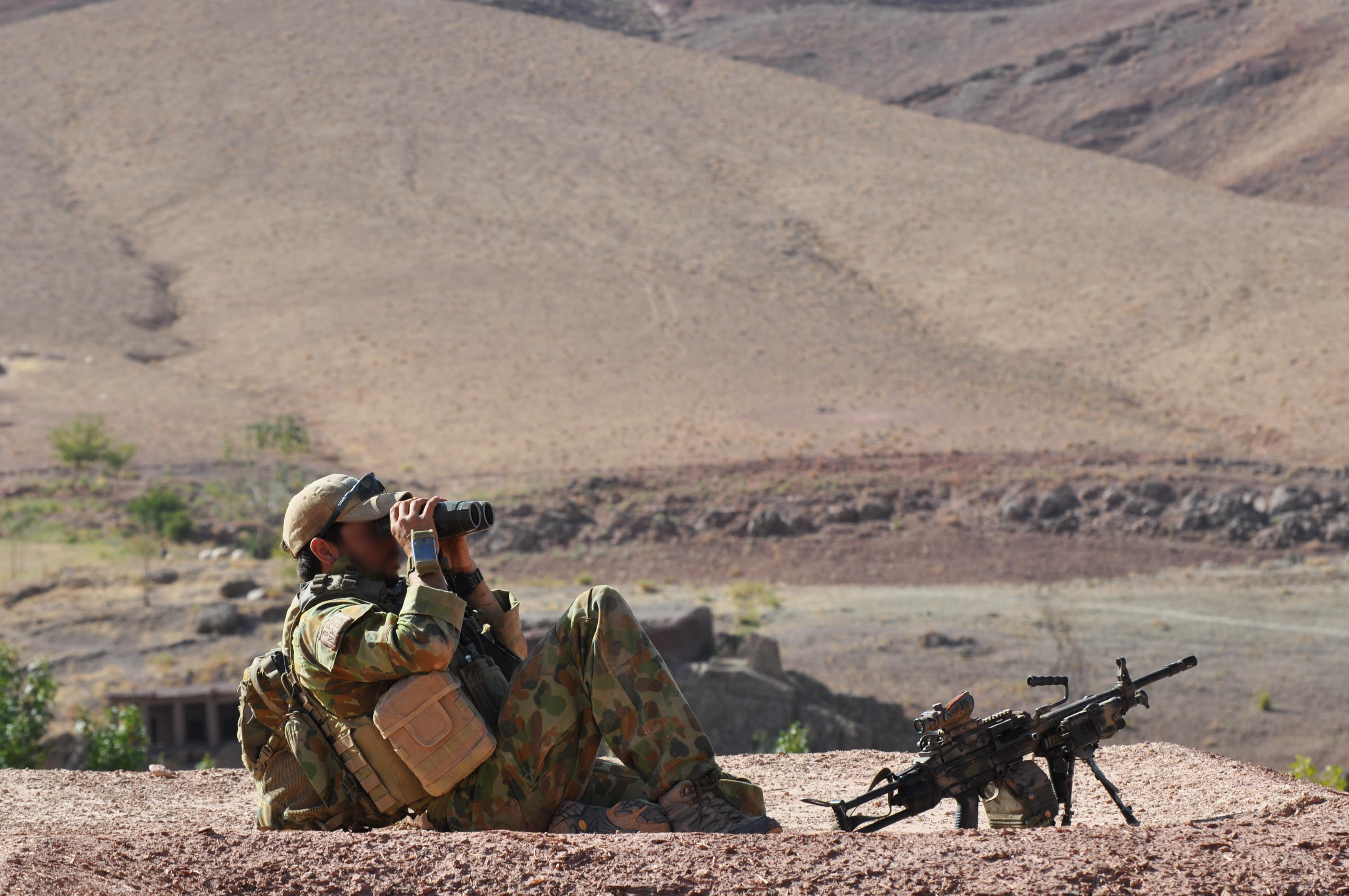
Ein australischer Soldat einer Spezialeinheit mit einem Minimi 7,62

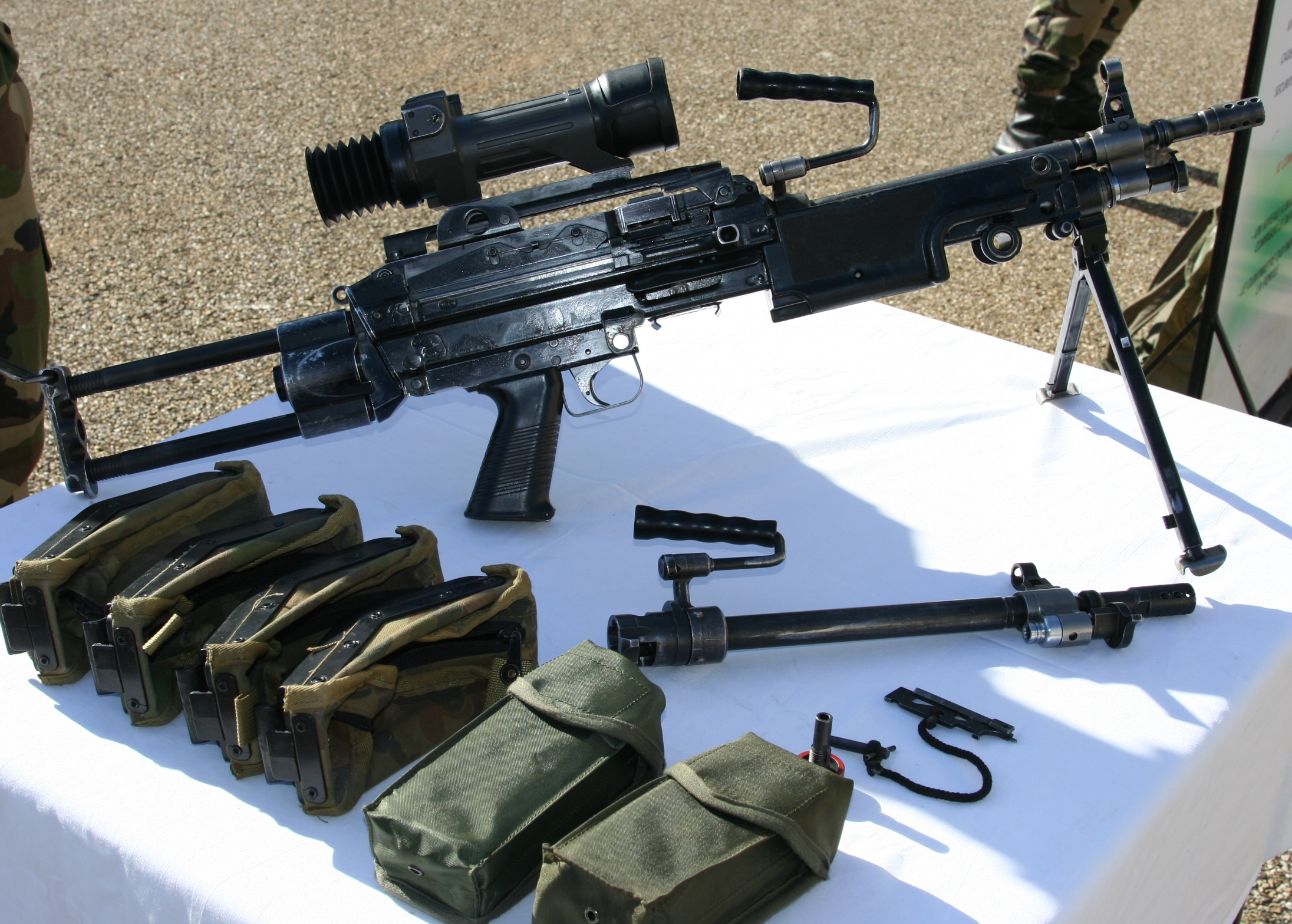
Ein Minimi Para mit Zielfernrohr, Ersatzrohr und Munitionstaschen

Im Jahr 1982 wurde das Minimi in einer modifizierten Version als M249 vom US-amerikanischen Militär als neue Waffe angenommen. Seit 1984 wird die Waffe bei der FN Manufacturing LLC in den Vereinigten Staaten produziert.
Der Prototyp der Minimi wurde ursprünglich im Kaliber 7,62 × 51 mm NATO gebaut. Die Weiterentwicklung erfolgte anschließend jedoch auf Basis der 5,56 × 45 mm-Variante. Als das United States Special Operations Command (USSOCOM) die Anforderungen für das Mk 48 Mod. 0 herausgab, wurden die Originalpläne reaktiviert und das neue Modell mit 7,62 mm entwickelt. Nachdem sich das USSOCOM positiv über die Waffe äußerte und auch andere Armeen Interesse an einer leistungsfähigeren Version äußerten, ging die Waffe als Minimi 7,62 in Serienproduktion. Außer dem veränderten Kaliber unterscheidet sie sich durch ein nicht-einstellbares, selbstregelndes Gassystem und eine hydraulische Rohrrücklaufbremse im Schaft vom Standard-Minimi. Das Minimi 7,62 ist auch mit anderen Visiereinrichtungen ausgestattet, sodass das hintere Visier in 100-m-Schritten von 100–1000 m eingestellt werden kann. Auch eine Wind-Korrektur ist möglich. Die auch Maximi genannte Waffe ist wie die 5,56-mm-Variante in verschiedenen Konfigurationen verfügbar: So existieren auch hier Versionen mit einschiebbarer Schulterstütze, zur Verwendung an Fahrzeugen sowie als T.R.-Ausführung mit Picatinny-Schienen im Bereich des Handschutzes.
Eine Leichtgewichtsvariante der Para mit Picatinny-Schienen auf der Gehäuseoberseite wird als Minimi Special Purpose Weapon (SPW) bezeichnet. Auf die Möglichkeit, Magazine zu verwenden, wurde bei der SPW aus Gewichtsgründen verzichtet. Außerdem wurde der normale Handschutz durch eine Version mit Picatinny-Schienen ersetzt, um taktische Zubehörteile montieren zu können.
Eine weitere Variante des SPW wurde von den United States Special Forces angefordert. Die als Mk 46 Mod. 0 bezeichnete Variante verfügt über einen leichten, geriffelten Lauf und keine Magazinaufnahme. Auch die Aufnahmen zur Befestigung an Fahrzeugen und der Tragegriff wurden zur weitergehenden Gewichtsoptimierung eingespart. Der Handschutz ist zum Anbringen von Zubehörteilen auch bei dieser Variante mit Picatinny-Schienen ausgerüstet. Beim Mk 46 Mod. 1 handelt es sich um eine verbesserte Version mit optimiertem Handschutz und leichterem Zweibein aus Titan, das von der United States Navy verwendet wird.
In China wurden unlizenzierte Kopien des Minimi in 5,56 mm produziert. Sie sollen als XY 5,56 × 45 für den Export vermarktet werden.

## Nutzer

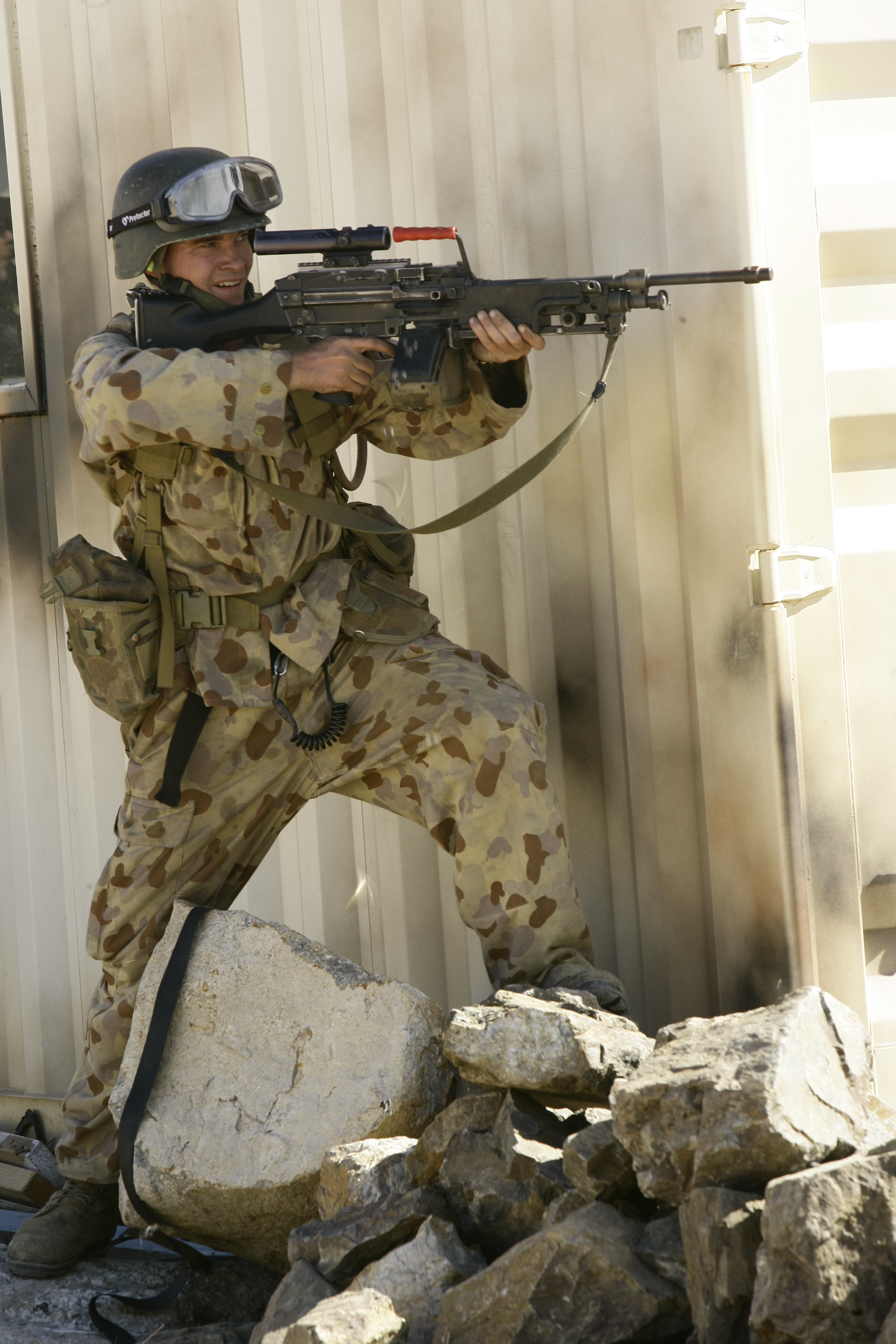
Ein F89A1 der australischen Armee mit einem Manöverpatronengerät und dem Zielfernrohr des Steyr AUG

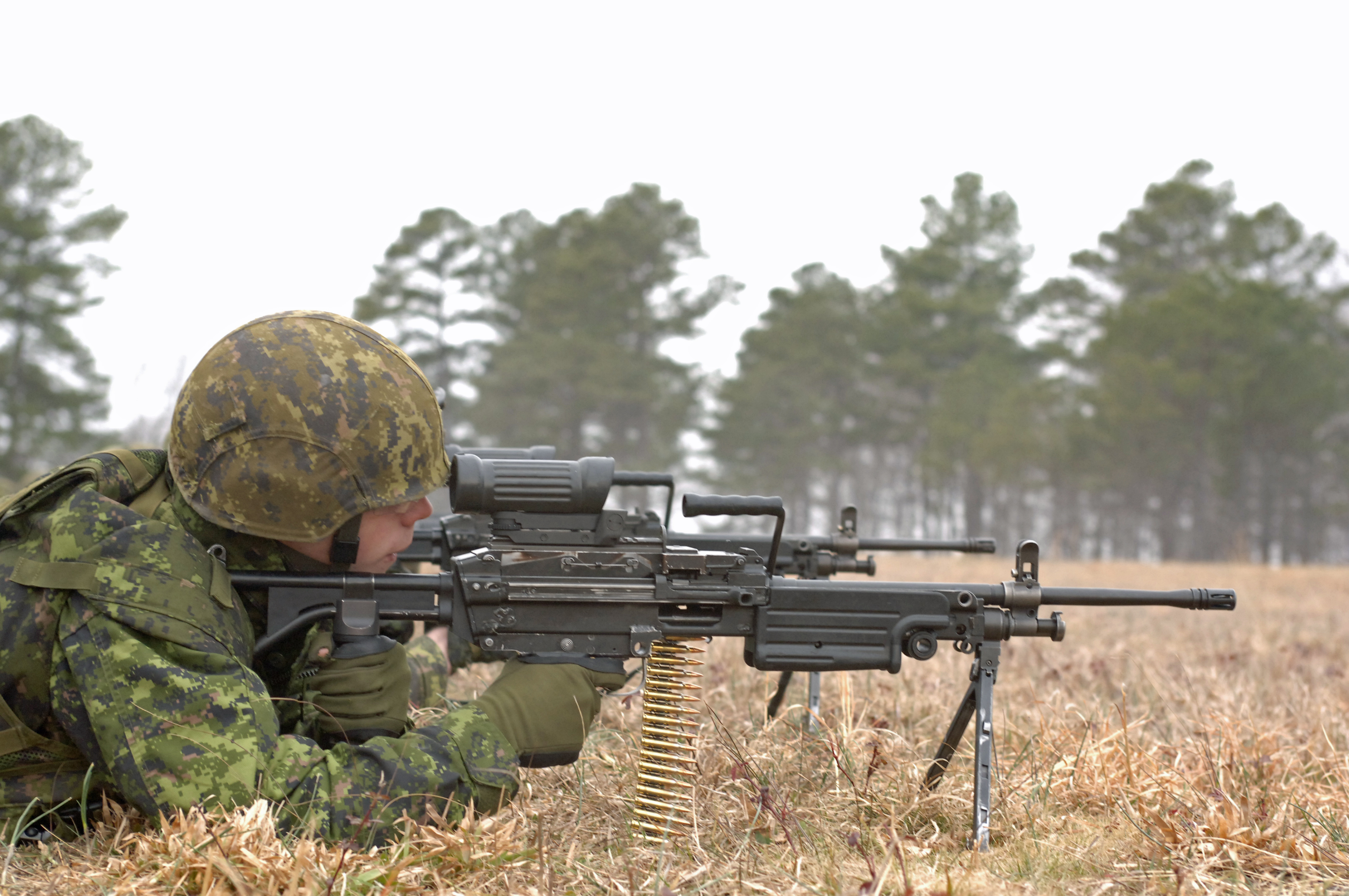
Kanadische Soldaten beim Training mit dem C9A1. Das Standard-Minimi ist hier mit einem C79-Zielfernrohr ausgestattet.

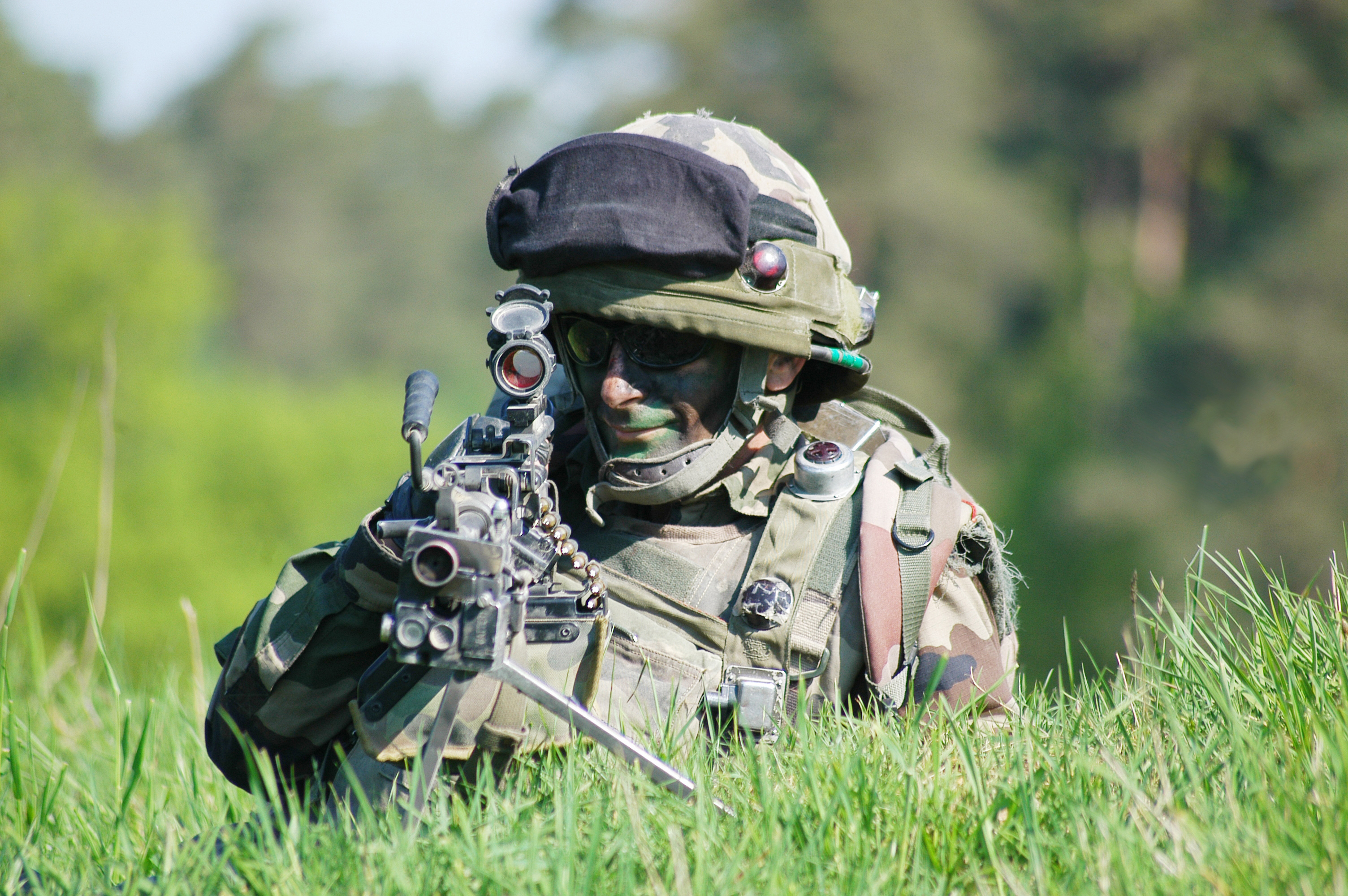
Ein Para im Einsatz bei den französischen Streitkräften

- Australien: Unter der Bezeichnung F89 wird es von Thales Australien in Lizenz gefertigt. Die australische Armee nutzt mit dem Minimi den längeren Mündungsfeuerdämpfer des FN MAG, um eine höhere Genauigkeit zu erzielen. Die 7,62-mm-Version wird ebenfalls – wenn auch in geringerem Umfang – genutzt.
- Belgien: Die belgische Armee setzt sowohl die Standardversion als Minimi M2 als auch die Para-Version als Minimi M3 als Standardunterstützungwaffe ein.
- Brasilien: Die Militärpolizei in Rio de Janeiro hat ebenfalls die Waffe in Verwendung.
- Kanada: Die kanadischen Streitkräfte verwenden das Minimi als C9 mit einem Schaft aus einem Stahlrohr. Das C9A2 Upgrade brachte ein kürzeres Rohr, grüne Verkleidung, Textil-Munitionsboxen als Ersatz für die Kunststoffboxen, einen Griff ähnlich dem Diemaco C7, klappbaren vorderen Griff und ein Laser-Zielsystem.[6]
- Osttimor: Verteidigungskräfte Osttimors[7]
- Frankreich: Die französischen Streitkräfte nutzen die Para-Version. Sie ersetzt das AAT-F1.[8]
- Griechenland: Die griechischen Streitkräfte setzen seit 1999 ein von EAS in Lizenz gefertigtes Minimi beim Griechischen Heer und bei Spezialkräften ein.
- Ungarn: Ungarische Spezialkräfte verwenden das M249 SAW[9]
- Indonesien: eine in Lizenz von Pindad gefertigte Version des Minimi
- Irland: eingesetzt beim Army Ranger Wing wird die Para-Version[10]
- Italien: Für den Einsatz bei den italienischen Streitkräften wird das Minimi von Beretta in Lizenz gefertigt. Es ersetzte dort das MG 42/59, das noch eine Modifikation des Maschinengewehrs 42 war.
- Libyen Die Libyschen Streitkräfte erhielten 20 FN Minimis[11]
- Japan: Das Minimi ersetzte teilweise das Sumitomo NTK-62 bei den Bodenselbstverteidigungsstreitkräften. Es wird von Sumitomo Heavy Industries in Lizenzfertigung produziert.[12][13]
- Lettland: Das Standard-MG der lettischen Streitkräfte ist heute das Minimi
- Luxemburg: Von der Spezialeinheit Unité Spéciale de la Police der Police grand-ducale wird die Para-Version eingesetzt.[14][15][16]
- Malaysia: Im malaysischen Heer folgte das Minimi dem Heckler & Koch HK11 als Maschinengewehr nach. Auch Spezialeinheiten der Polizei nutzen es.[17]
- Nepal: erwarb 5500 Minimis im Jahr 2002.[18]
- Niederlande: Als Ersatz für einen Teil der FN MAG verwenden die niederländischen Streitkräfte die Para-Version. Das FN MAG wird parallel weiter verwendet.[19]
- Neuseeland: Auch die neuseeländische Armee benutzt das MG. Unter der Bezeichnung C9 Minimi erfolgt der Einsatz in allen drei Teilstreitkräften, nämlich der Royal New Zealand Navy, Royal New Zealand Air Force und New Zealand Army seit 1988. Es wird als leichte Unterstützungswaffe (engl. Light Support Weapon, kurz LSW) eingesetzt.[20]
- Norwegen: Seit Ende der 1980er Jahre wird das MG bei verschiedenen norwegischen Spezialeinheiten genutzt. Im Jahr 2011 liefen den norwegischen Streitkräften weitere 1.900 MGs zu.
- Papua-Neuguinea: als F89 im Einsatz.[21]
- Peru: Bei der Marineinfanterie der peruanischen Marine wird ebenfalls das Minimi verwendet.[22]
- Philippinen: Bei den Streitkräften der Philippinen wurde es im Mai 2002 eingeführt.[23]
- Polen: Die polnische Eliteeinheit Grupa Reagowania Operacyjno-Manewrowego setzt ebenfalls auf die Waffe.[24][25]
- Serbien: Im Einsatz bei einer Spezialeinheit.[26]
- Slowenien: Beim Slowenischen Militär wird das Minimi Para genutzt.[27]
- Spanien: Die Armada Española erwarb einige Minimis in der Para- und 7,62-mm-Version.[28]
- Sri Lanka
- Schweden: In Schweden wird das MG unter der Bezeichnung Ksp 90 (Kulspruta 90) und das Para-Modell als Ksp 90B genutzt, wobei beide Versionen von Bofors produziert werden.[29][30]
- Schweiz: Die Schweizer Armee bezeichnet es als Leichtes Maschinengewehr 05 (5,6 mm LMg 05) oder Fusil mitrailleur 05 (FM 05).[31]
- Taiwan: unter der Bezeichnung T75.[21]
- Thailand
- Vereinigte Arabische Emirate
- Vereinigtes Königreich: L108A1 (Standard) und L110A1 (Para) sind die Bezeichnungen bei den britischen Streitkräften.[32] Die Armee rüstet jede vierköpfige Truppe mit Letzterem aus. Das leichte Maschinengewehr ist meistens mit einem SUSAT-Zielfernrohr ausgerüstet. Es wird auch von der Royal Navy, von den Royal Marines Commandos und vom RAF Regiment genutzt.
- Vereinigte Staaten: Die Streitkräfte der Vereinigten Staaten setzen das für sie modifizierte M249 SAW ein und sind der größte Nutzer aller Minimi-Versionen.